# 狩野春一
狩野 春ー（かのう はるかず、1896年（明治29年）3月5日 - 1985年（昭和60年）10月19日）は、日本の建築学者。セメントコンクリートの基礎的研究を大成した。

## 経歴
滋賀県生まれ。東京工業大学などで建築材科学を学問的に位置づけ、後進の教育・育成にあたる。東京工業大学教授を退職後も明治大学工学部建築学科の発足により教授として同大学建築学科の発展に尽くし、さらに工学院大学教授も歴任、多数の研究者、技術者の育成に尽くし特に学閥にとらわれることなく多数の研究者、技術者の育成に尽くした。
旧建設省営繕審議会委員、日本建築学会の材料施工委員会委員のほか建材試験センター、日本シーリング工業界、全日本プレハブ建築防水協会等々の各顧問として広く建築界に貢献した。

## 年譜
- 1921年、東京工業学校卒業。母校の非常勤講師に。
- 1924年、東京工業大学付属専門部助教授就任。
- 1930年、付属専門部教授。
- 1931年、東京工業大学本科専任講師就任。
- 1943年、東京工業大学助教授。東京工業大学建築材料研究所所員兼任。
- 1950年　東京工業大学教授就任。
- 1952年、日本不燃建築協会理事長。
- 1953年  建築材料研究所所長就任。
- 1956年、退官。明治大学教授(1966年まで）。
- 1958年、日本工業標準調査会建築部会長。
- 1966年、工学院大学教授(1972年まで）。
- 「モルタル及コンクリートの滲透膨張収縮及引張の諸性質に関する研究」で1943年に工学博士。
- 「モルタル及コンクリートの透気に関する研究」で1942年建築学会学術賞受賞。
- 「建築材料に関する一連の研究活動による建築界への貢献」で1979年度日本建築学会大賞。

## セメントコンクリートの研究
今日ほど試験機が発達していなかった時代コンクリートの引張と変形に関する研究を進める。当時も圧縮に関するものは多く発表されていたが、考案された引張試験用型枠に各種調合のコンクリートを充填して供試体を製作し研究、引張に関しては世界的にみても例が極めて少なかった。
コンクリートの混和材料の使用の研究と透気透水に関する研究も進め、以上の一連の研究は、現在問題化しているコンクリートのひび割れと防水に関連する基本的研究をいち早く洞察。これらの研究により工学博士の学位や日本建築学会学術賞を受賞した。
なお、コンクリート防水の基本的研究から、アスファルト被覆防水、合成高分子材料によるメンブレン防水やシーリング防水等防水全般に研究の域が発展、これら材料の品質と生産の改良と発展に長く尽力。
一方、コンクリートブロックの標準化、コンクリートの海砂の使用の研究、さらには、セラミックタイル、石綿スレート、石こうボード、軟硬質繊維板や木毛セメント板等の改良と生産の拡大に尽くすほか、ビルコンの仕上げ、建材関係の研究と生産、JIS化やJASS化に貢献。
なお、コンクリートの施工性能の向上のためのAE剤の・導入の先駆的役割を果たし、今日の表面活性剤使用の基礎を築いたことと、建築の設計と建築材料の生産に必要なモデュラーコーディネーションを、意見が多く非常に困難な状況下で、建策学会の標準として取りまとめた。これら建築材料の研究と指導による工業標準化に、日本工業標準調査会委員として、また同建築部会長として尽くしたことにより昭和32年に藍綬褒章を受賞、また昭和41年に勲三等旭日中綬章も受賞。

## 著作
- 『建築材料』太陽堂、1930。
- 『建築材料ハンドブック』地人書館、1959年。
- 『建築施工法ポケットブック』オーム社、1962年。
- 『建築材料』オーム社、1963年。
- 『建築材料・工法ハンドブック』地人書館、1969年。ほか

## 参考
- 高杉造酒太郎『建築人国雑記』日刊建設工業新聞社、1973
- 「日本建築学会大賞狩野春一」『建築雑誌』1979.8月号
- 近江栄・宇野英隆編『建築への誘い先駆者10人の歩んだ道』朝倉書店、1982
- 「名誉会員狩野春一先生逝去」『建築雑誌』1986.1月号